# Lãnh cảm tình dục nữ
Lãnh cảm tình dục nữ là tình trạng người phụ nữ không cảm thấy hoặc gần như không có hứng thú gì trong hành vi tình dục, thậm chí còn cảm thấy ghê sợ với chuyện tình dục, dù đó là chồng hay người tình

## Phương pháp điều trị
Người phụ nữ khi có triệu chứng lãnh cảm cần trao đổi thẳng thắn với chồng hoặc người yêu, về các cảm xúc, hành vi tình dục để cùng nhau tìm giải pháp chung về chuyện tình dục. Hoặc có thể tìm tới những mối quan hệ mới để có lại cảm xúc cũng như hành vi về tình dục. Thường những mối quan hệ mới sẽ mang lại nhiều sự hấp dẫn về tính dục cũng như cảm xúc cho người đang bị hội chứng lãnh cảm tâm lý. Trừ những trường hợp đặc biệt lãnh cảm do bị tấn công tình dục, còn lại đa phần những hội chững lãnh cảm khác đều được hồi phục khi người phụ nữ có những mối quan hệ, hành vi tình dục mới hoặc bí mật.